# Wil van Gogh

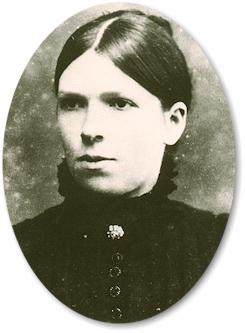
Willemina Jacoba van Gogh

Wilhelmina Jacoba Wil van Gogh (* 16. März 1862 in Zundert; † 17. Mai 1941 in Ermelo) war eine niederländische Krankenschwester und frühe Feministin. Bekannt wurde sie dadurch, dass sie die jüngste Schwester des Künstlers Vincent van Gogh und des Kunsthändlers Theo van Gogh war.

## Leben
Wilhelmina Jacoba van Gogh wurde als Tochter von Theodorus van Gogh und Anna Cornelia Carbentus geboren. Sie hatte drei Brüder, Vincent, Theo und Cor, sowie zwei Schwestern, Elisabeth und Anna.
Während des ersten Teils ihres Lebens diente van Gogh ihrer Familie und anderen, indem sie die Kranken pflegte. Nach dem Tod ihrer Brüder 1890 und 1891 nahm sie eine bescheidene Stelle in einem Krankenhaus an. Dort engagierte sie sich in einem Komitee zur Organisation der Nationale Tentoonstelling van Vrouwenarbeid (Nationale Ausstellung der Frauenarbeit) im Jahr 1898, womit sie erfolgreich war und somit 20.000 niederländische Gulden zur Gründung des niederländischen nationalen Büros für Frauenarbeit gestiftet werden konnten.
Zwar existieren keine gesicherten Nachweise, jedoch wurde darüber berichtet, dass van Gogh am 4. Dezember 1902 interniert und später in das Haus Veldwijk, eine psychiatrische Anstalt in Ermelo, verlegt worden sei. Die Diagnose dementia praecox, auf der diese Maßnahme beruhte, galt damals als tödliche Krankheit. Später wurde in den Akten der Anstalt vermerkt: „Der Zustand dieses langjährigen Patienten hat sich nicht wesentlich verändert. Sie ist sehr zurückgezogen, spricht selten und antwortet kaum auf Fragen. Sie sitzt den ganzen Tag auf ihrem Stuhl, kann sich mit nichts beschäftigen, nimmt keine Notiz von ihrer Umgebung. Seit Jahren verweigert sie jegliche Nahrung, muss ständig künstlich ernährt werden.“
Van Gogh wohnte fast vier Jahrzehnte lang in Ermelo, bevor sie dort am 17. Mai 1941 verstarb.
Ob sie geisteskrank war oder nicht, ist heute schwer zu beweisen. Die Kunsthistorikerin  Renate Berger behauptete, Wil van Gogh habe damals dasselbe Schicksal wie viele „Schwestern berühmter Männer“ erlitten.